# Les Aventures de Tom Sawyer, le Musical
Les Aventures de Tom Sawyer, Le Musical est une comédie musicale, sur une musique de Julien Salvia et des paroles et un livret de Ludovic-Alexandre Vidal.
Adaptation libre du roman de Mark Twain, le spectacle est mis en scène pour la première fois en France par David Rozen au Théâtre Mogador en 2017  .

## Synopsis

### Acte I
1848. Saint Petersburg, sur les bords du Mississippi.
Alors que Huckleberry Finn, un jeune marginal qui vogue le long du Mississippi à bord de son radeau, aborde le rivage de Saint Petersburg (Saint Petersburg (Pre-Echo)), on découvre Tom Sawyer, un jeune adolescent insouciant qui rêve de liberté et d’aventure. Mais dans cette petite ville des Etats-Unis, Tom est vu comme un vaurien avec de mauvaises fréquentations, comme Muff Potter, l'alcoolique du village. Sa tante Polly, qui l'a recueilli tout comme son frère Sid à la disparition de leurs parents, tente tant bien que mal de l'élever du mieux possible (Tom!).
Un soir, Tom est ramené chez sa tante par le nouveau juge de la ville, le Juge Thatcher, pour avoir volé une paire de chaussures. Polly décide alors de punir son neveu : il devra repeindre la barrière devant la maison.
Le lendemain, Tom ruse et fait croire à ses amis que c’est un privilège de repeindre une barrière. Ceux-ci le supplient alors de l’aider à peindre. Tom les laisse faire le travail pendant qu’il tente de séduire la fille du juge, Becky Thatcher. (En Deux Trois Coups D’Pinceaux)
Alors que sa tante vient voir comment se passe son travail, elle s’aperçoit que Tom s’est servi de ses amis afin qu’ils fassent sa punition à sa place. S’ensuit une dispute où Tom est consigné dans sa chambre jusqu’à nouvel ordre. Se sentant incompris, Tom décide de fuguer. (Ma Grande Aventure).
Sur son chemin, Tom rencontre Huckleberry Finn. Celui-ci lui propose de vivre la grande vie (Dis-Toi Qu’il Y a Pire Ailleurs). Il lui donne rendez-vous le soir même au cimetière pour demander aux esprits de le débarrasser de sa verrue.
A la taverne du village (T’es Mon Trésor), Muff Potter rencontre Joe l’Indien, un paria qui vient d’arriver en ville. Il lui raconte la légende du  trésor de Murrell et au fil de la discussion, Joe l’Indien comprend que Hoss Williams - un ami de Muff, qui vient d’être enterré le jour même - a dû cacher un indice dans son cercueil. Tous deux décident de déterrer le cadavre. (La Roue Tourne)
Au cimetière, Muff et Joe trouvent la carte au trésor de Murrell mais ils sont surpris par le veilleur de nuit qui décide de les dénoncer à la police. Lors d’une bagarre, Muff est assommé et Joe poignarde le gardien avec le couteau de Muff. Ce dernier se réveille et Joe lui fait croire que c’est lui qui a tué le veilleur de nuit sans le faire exprès, sous l’effet de l’alcool. Tous deux se séparent en se promettant de ne rien dire.
Tom et Huck sont témoins de l’assassinat, mais Huck fait promettre à Tom de ne jamais rien dire. Ils signent un pacte avec leur sang.
Le lendemain, Tom essaie de vivre le cours de sa vie normalement, essayant de séduire Becky en classe. Celle-ci s'avouer, contre son gré, qu'elle est folle amoureuse de Tom (Bien Sûr Qu’Il M’Énerve Un Peu Quand Même). Mais soudain, la classe est ajournée. Au village, la foule se presse autour de Muff Potter. Son couteau a été retrouvé sur les lieux du crime et il est donc accusé du meurtre. Joe incrimine aussi publiquement Muff, qui comprend alors qu’il n’est pas le réel coupable. Muff essaie de se disculper en parlant de la carte au trésor qu’ils ont trouvée mais tout le monde lui rit au nez.
Tom dit à Huck qu’il faudrait aller voir le Juge pour témoigner. Huck lui rappelle leur serment. Tom pense alors qu’il suffit de trouver la carte aux trésor pour prouver que Muff n’a pas menti (Ma Grande Aventure (Reprise)).
Huck, Tom et Becky décident alors de suivre Joe l’Indien qui est en route pour l’Ile Jackson. Ils grimpent tous trois à bord du radeau de Huck. Sur le trajet, Huck et Becky ont un peu de mal à s’entendre (J’Dis Ca, J’Dis Rien) mais Tom essaie en vain de calmer le jeu.
Sur l’Ile Jackson, les trois compères se retrouvent dans une maison abandonnée où Joe l’Indien essaie de faire décrypter la carte au trésor par Boscoe un bandit qui sait lire… ou presque. Les adolescents mettent au point un plan pour dérober la carte mais ce dernier tombe à l’eau quand ils risquent de se faire démasquer.
Si Huck et Tom ne peuvent pas parler du meurtre, Becky, quant à elle, peut dire ce qu’elle a vu dans la maison. Elle décide d’aller parler à son père qui coupe court à la discussion et lui interdit de revoir Tom Sawyer.
De son côté, Tom décide d’aller rendre visite à Muff en prison. Ce dernier fait preuve d’un optimisme apparent sans faille et essaie de rassurer le jeune adolescent (Mais pas pour moi)
De retour chez lui, Tom s’endort et rongé par sa conscience, il se laisse emporter dans un cauchemar frénétique (Le Cauchemar). Il se réveille en sursaut, ne sachant que faire : rétablir la vérité ou respecter le serment qu’il a fait avec Huck.

### Acte II
L’Acte 2 s’ouvre sur le procès de Muff Potter. Tom décide malgré son serment de dire la vérité. Alors qu’il dévoile le nom du véritable meurtrier, Joe l’Indien le vise de son couteau et le rate de peu. Il s’enfuit.
Tom est alors porté en véritable héros (Grâce à Tom). Mais Huck en veut beaucoup à Tom d’avoir brisé leur pacte. Outre le fait que cela puisse s'avérer dangereux pour eux deux, il se sent trahi et abandonné. À la suite d'une violente dispute, Tom le laisse seul et Huck confesse qu’il est profondément touché par cette trahison (Mais c’est la Vie)
Quelques jours plus tard, c'est la fête du printemps à Saint-Petersburg. Tout semble aller le mieux dans le meilleur des mondes maintenant que Muff a été reconnu innocent (Après La Pluie le Beau Temps). Mais Tom est soucieux. Il pense à Huck et s’inquiète pour lui. Muff dit à Tom qu’il a croisé le jeune vagabond le matin même et qu’après avoir parlé de ce qu’il y’avait écrit sur la carte au trésor, celui-ci serait parti en direction de la grotte MacDougall. Tom décide d’aller le rejoindre car il pense son ami en danger. Polly le lui interdit, mais Tom ne l’écoute pas et lui dit qu’elle n’est personne pour l’en empêcher (Je N’Suis Pas).
Becky suit Tom et décide de l’accompagner dans la caverne. Alors qu’ils cherchent Huck, ils tombent nez à nez avec Joe l’Indien. Ils s'enfuient, mais lors de la course poursuite, ils se perdent dans les recoins de la grotte et n’arrivent plus à retrouver leur chemin. Tom essaie de rassurer Becky (Mais Pas Pour Moi (Reprise)). Alors qu’ils essaient de trouver la sortie, Joe les retrouve. Le malfrat s’en prend à Tom et essaie de l’étrangler. Mais Huck fait irruption et crée diversion. Joe l’Indien le poursuit. Huck lui tend un piège et Joe finit par se faire écraser dans un éboulement.
Tom, très affaibli, gise sur le sol. Becky lui avoue son amour (Bien Sur Qu’Il M’Énerve Un Peu Quand Même (Reprise)) mais Huck sait que Tom joue la comédie. Furieuse mais rassurée, Becky embrasse quand même son héros. C’est alors que Huck réussit à trouver le lieu exact ou est enterré le trésor de Murrel (J’Dis Ça, J’Dis Rien (Reprise)).
Au village, les habitants sont en deuil. En effet, tout le monde croit les enfants morts dans la grotte Mac Dougall. Soudain Tom, Becky et Huck arrivent. C’est la liesse générale (Saint-Petersburg, Mississippi).
Huck quitte la fête et repart sur le rivage. Alors qu’il est sur le point de partir sans dire au revoir, Tom le rejoint. Il essaie de le retenir mais Huck lui fait comprendre qu’il n’appartient pas ce monde. Alors qu’ils se promettent de se revoir, Huck prend le large sous les yeux de Tom et Becky qui lui disent au revoir (Mais C’est La Vie (Reprise))

## Équipe créative

### Auteurs
- Musique : Julien Salvia[3]
- Paroles et Livret : Ludovic-Alexandre Vidal[4],[5]

### Mise en scène et chorégraphie de la production originale française
- Mise en Scène : David Rozen[6]
- Chorégraphie : Johan Nus

### Son et visuel de la production originale française
- Orchestrations : Larry Blank et Antoine Lefort
- Sound design : Stéphane Goldsztejn
- Conception Lumière : Alex Decain
- Scénographie : Juliette Azzopardi, Eric Klatt et David Kawena
- Costumes : Jackie Tadeoni
- Perruques : Caroline Bitu

## Distribution

### Première saison
- Jimmy Costa Savelli (alt. Pablo Cherrey-Iturralde) : Tom Sawyer
- Harry Hamaoui : Huckleberry Finn
- Megan Bonsard : Becky Thatcher
- Marion Preité : Tante Polly
- Vincent Escure : Muff Potter
- Joseph Laurent : Joe L'Indien
- Antoine Beauraing : Le Juge Thatcher
- Olivia Masseron : Sid Sawyer
- Bastien Gabriel : Professeur Dobbins
- Marion Cador : Marie
- Pablo Cherrey-Iturralde : Boscoe

### Deuxième saison
- Jimmy Costa Savelli / Pablo Cherrey-Iturralde : Tom Sawyer
- Harry Hamaoui / Yannis Si Ah : Huckleberry Finn
- Megan Bonsard / Margaux Maillet : Becky Thatcher
- Marion Preité / Marie Glorieux : Tante Polly
- Vincent Escure / Nicolas Soulié : Muff Potter
- Julien Mior / Sebastiao Saramago : Joe L'Indien
- Antoine Beauraing / Robin Morgenthaler : Le Juge Thatcher
- Nina Bregeau / Marianne Millet : Sid Sawyer
- Bastien Gabriel / Baptiste Juge : Professeur Dobbins
- Veronique Hatat / Lina Stolz : Marie
- Eliot Blaisot / Rémi Corrette : Boscoe

## Numéros musicaux
| Acte I - "Ouverture" – Orchestre - "Prologue" – Huckleberry Finn, Tante Polly, Sid Sawyer, Tom Sawyer, Muff Potter, Professeur Dobbbins, Ensemble - "En Deux Trois Coups D'Pinceaux" – Tom Sawyer, Ensemble - "Ma Grande Aventure" – Tom Sawyer - "Dis-Toi Qu'il Y A Pire Ailleurs" – Huckleberry Finn, Tom Sawyer - "T'es Mon Trésor" – Les Cancan Girls - "La Roue Tourne" – Joe l'Indien, Muff Potter, Ensemble - "Bien Sûr Qu'Il M'Énerve Un Peu Quand Même" – Becky, Tom Sawyer - "Ma Grande Aventure (Reprise)"– Tom Sawyer, Huckleberry Finn, Becky Thatcher - "J'Dis Ça, J'Dis Rien" – Tom Sawyer, Huckleberry Finn, Becky Thatcher - "Mais Pas Moi"– Muff Potter, Tom Sawyer - "Le Cauchemar"– Tante Polly, Professeur Dobbins, Becky Thatcher, Sid Sawyer, Muff Potter, Le Juge Thatcher, Huckleberry Finn, Tom Sawyer, Ensemble | Acte II - "Entr'Act" – Orchestre - "Grâce à Tom" – Muff Potter, Tante Polly, Juge Thatcher, Sid Sawyer, Becky Thatcher, Tom Sawyer, Ensemble - "Mais C'est La Vie" – Huckleberry Finn - "Après la Pluie, le Beau Temps" – Muff Potter, Tante Polly, Juge Thatcher, Sid Sawyer, Becky Thatcher, Tom Sawyer, Ensemble - "Je N'Suis Pas" – Tante Polly - "Mais Pas Pour moi (Reprise)" – Tom Sawyer - "Bien Sûr Qu'Il M'Énerve Un Peu Quand Même" – Becky - "Saint Petersburg , Mississippi / Mais C'est la Vie (Reprise)" – Muff Potter, Tante Polly, Juge Thatcher, Tom Sawyer, Huckleberry Finn, Becky Thatcher, Ensemble - "Saluts (Après la Pluie, le Beau Temps)" – La Compagnie |

L'album du spectacle est sorti en 2017.
| No  | Titre                                                        | Personnages | Durée |
| --- | ------------------------------------------------------------ | --- | ----- |
| 1.  | Ouverture                                                    | Orchestre |       |
| 2.  | Prologue                                                     | Huckleberry Finn, Tante Polly, Sid Sawyer, Tom Sawyer, Muff Potter, Professeur Dobbbins, Ensemble                                  |       |
| 3.  | En Deux Trois Coups D'Pinceaux                               | Tom Sawyer, Ensemble |       |
| 4.  | Ma Grande Aventure                                           | Tom Sawyer |       |
| 5.  | Dis-Toi Qu'il Y A Pire Ailleurs                              | Huckleberry Finn, Tom Sawyer |       |
| 6.  | T'es Mon Trésor                                              | Les Cancan Girls |       |
| 7.  | La Roue Tourne                                               | Joe l'Indien, Muff Potter, Ensemble                                                                                                |       |
| 8.  | Bien Sûr Qu'Il M'Énerve Un Peu Quand Même                    | Becky Thatcher, Tom Sawyer |       |
| 9.  | Ma Grande Aventure (Reprise)                                 | Tom Sawyer, Huckleberry Finn, Becky Thatcher                                                                                       |       |
| 10. | J'Dis Ça, J'Dis Rien                                         | Tom Sawyer, Huckleberry Finn, Becky Thatcher                                                                                       |       |
| 11. | Mas Pas Pour Moi                                             | Muff Potter, Tom Sawyer |       |
| 12. | Le Cauchemar                                                 | Tante Polly, Professeur Dobbins, Becky Thatcher, Sid Sawyer, Muff Potter, Le Juge Thatcher, Huckleberry Finn, Tom Sawyer, Ensemble |       |
| 13. | Entr'Act                                                     | Orchestre |       |
| 14. | Grâce à Tom                                                  | Muff Potter, Tante Polly, Juge Thatcher, Sid Sawyer, Becky Thatcher, Tom Sawyer, Ensemble                                          |       |
| 15. | Mais C'est La Vie                                            | Huckleberry Finn |       |
| 16. | Après la Pluie, le Beau Temps                                | Muff Potter, Tante Polly, Juge Thatcher, Sid Sawyer, Becky Thatcher, Tom Sawyer, Ensemble                                          |       |
| 17. | Je N'Suis Pas                                                | Tante Polly |       |
| 18. | Mais pas Pour Moi (Reprise)                                  | Tom Sawyer |       |
| 19. | Saint Petersburg , Mississippi / Mais C'est la Vie (Reprise) | Muff Potter, Tante Polly, Juge Thatcher, Tom Sawyer, Huckleberry Finn, Becky Thatcher, Ensemble                                    |       |

## Vie du spectacle
Avant sa première au Théâtre Mogador, le spectacle a été créé en tournée. La première a eu lieu le 1er décembre 2017 au Théâtre Alexandre Dumas à Saint Germain-en-Laye .
La première parisienne a lieu le 17 février 2018 au Théâtre Mogador. Le spectacle est très bien accueilli par le public et la presse, aussi bien spécialisée que généraliste ,,,,,,,,,,,,,.
Le spectacle reprend ensuite pour une deuxième saison à Paris d'octobre 2018 à mars 2019 puis pour une troisième saison d'octobre à novembre 2019, au Théâtre Mogador ,. pour ensuite jouer à l'Olympia en décembre 2019. En parallèle, le spectacle part en tournée dès 2018 ,.

## Nominations et Prix
| Année | Récompense                               | Catégorie                                       | Nommé                                                                    | Résultat   | Références |
| ----- | ---------------------------------------- | ----------------------------------------------- | ------------------------------------------------------------------------ | ---------- | ---------- |
| 2018  | Les Trophées de la Comédie Musicale 2018 | Trophée de la Comédie Musicale Jeune Public     | Trophée de la Comédie Musicale Jeune Public                              | Lauréat    | [ 26 ]     |
| 2018  | Les Trophées de la Comédie Musicale 2018 | Trophée du Public                               | Trophée du Public                                                        | Lauréat    | [ 26 ]     |
| 2018  | Les Trophées de la Comédie Musicale 2018 | Trophée de l'Artiste Révélation Féminine        | Megan Bonsard                                                            | Nomination | [ 26 ]     |
| 2018  | Les Trophées de la Comédie Musicale 2018 | Trophée de l'Artiste Révélation Masculine       | Jimmy Costa Savelli et Harry Hamoui                                      | Nomination | [ 26 ]     |
| 2018  | Les Trophées de la Comédie Musicale 2018 | Trophée de la Mise en Scène de Comédie Musicale | David Rozen                                                              | Nomination | [ 26 ]     |
| 2018  | Les Trophées de la Comédie Musicale 2018 | Trophée du Livret de Comédie Musicale           | Ludovic-Alexandre Vidal                                                  | Nomination | [ 26 ]     |
| 2018  | Les Trophées de la Comédie Musicale 2018 | Trophée de la Chorégraphie de Comédie Musicale  | Johan Nus                                                                | Nomination | [ 26 ]     |
| 2018  | Les Trophées de la Comédie Musicale 2018 | Trophée de la Partition de Comédie Musicale     | Julien Salvia et Ludovic-Alexandre Vidal                                 | Lauréat    | [ 26 ]     |
| 2018  | Les Trophées de la Comédie Musicale 2018 | Trophée de la Scénographie                      | Juliette Azzopardi, Eric Kawena, Eric Klatt & Les Mécanos de la Générale | Nomination | [ 26 ]     |
| 2018  | Les Trophées de la Comédie Musicale 2018 | Trophée de la Création de Costumes              | Caroline Bitu et Jackie Tadéoni                                          | Nomination | [ 26 ]     |
| 2019  | Molières 2019                            | Molières du Jeune Public                        | Molières du Jeune Public                                                 | Nomination | [ 27 ]     |